# Naturschutzgebiet Töckelhausener Bachtal
Das Naturschutzgebiet Töckelhausener Bachtal liegt zwischen Oberstraße bei Bergisch Born und der nördlichen Kreisgebietsgrenze am Eschbach in der Stadt Wermelskirchen im Rheinisch-Bergischen Kreis.

## Beschreibung
Das Naturschutzgebiet mit der Kennziffer GL-043 umfasst hauptsächlich die Sohle des Bachtales bis zur Mündung in den Eschbach einschließlich dessen linksseitiger Aue. Auf Remscheider Gebiet wird es durch eine 2,15 ha große Naturschutzfläche mit dem Namen NSG Töckelhauser Bach unter der Kennziffer RS-018 ergänzt.

## Schutzzwecke
Die Schutzausweisung erfolgt zur Erhaltung und Entwicklung eines überwiegend naturnahen Bachtales mit seinem vielfältigen Mosaik aus zum Teil brachgefallenem
Feuchtgrünland, Auenwaldresten, Röhrichten und kleinen Amphibien-Laichgewässern, zur Sicherung der Wasserqualität der Eschbachtalsperre sowie zum Schutz, zur Pflege und zur Entwicklung der an diese Lebensräume gebundenen Lebensgemeinschaften von Pflanzen und Tieren. Im Einzelnen werden folgende Schutzzwecke festgesetzt:
- Sicherung der Funktion als Biotopverbundfläche von herausragender Bedeutung als Verbindungsfläche und mit Verbindungselementen,
- Erhaltung und Entwicklung des Landschaftsraumes in seiner besonderen Eigenart, Seltenheit und hervorragenden Schönheit,
- Schutz, Pflege und Entwicklung des überwiegend bewaldeten und naturnahen Bachtales der Bergischen Hochfläche mit einem vielfältigen Mosaik aus Feuchtgrünland, Feuchtgrünlandbrachen und Auenwaldresten sowie des im Wesentlichen naturnahen Biotopkomplexes,
- Sicherung der Funktion als Biotopverbundfläche von herausragender Bedeutung als Verbindungsfläche und mit Verbindungselementen als Lebensraum für gebietstypische Pflanzen- und Tierarten sowie als Vernetzungsbiotop zwischen den besiedelten Bereichen und dem Eschbachtal,
- Erhaltung und Entwicklung von Lebensstätten, Biotopen oder Lebensgemeinschaften bestimmter wildlebender, charakteristischer und bemerkenswerter Tier- oder Pflanzenarten,
- Erhaltung und Sicherung der geschützten Biotope: naturnahe Quellbereiche sowie artenreiche Magerwiesen und -weiden.

### Verbote
Zur Erreichung und Erhaltung der Schutzzwecke ist es verboten, den Grundwasserspiegel zu verändern oder Bewässerungs-, Entwässerungs- oder andere den Wasserhaushalt
verändernde Maßnahmen vorzunehmen.

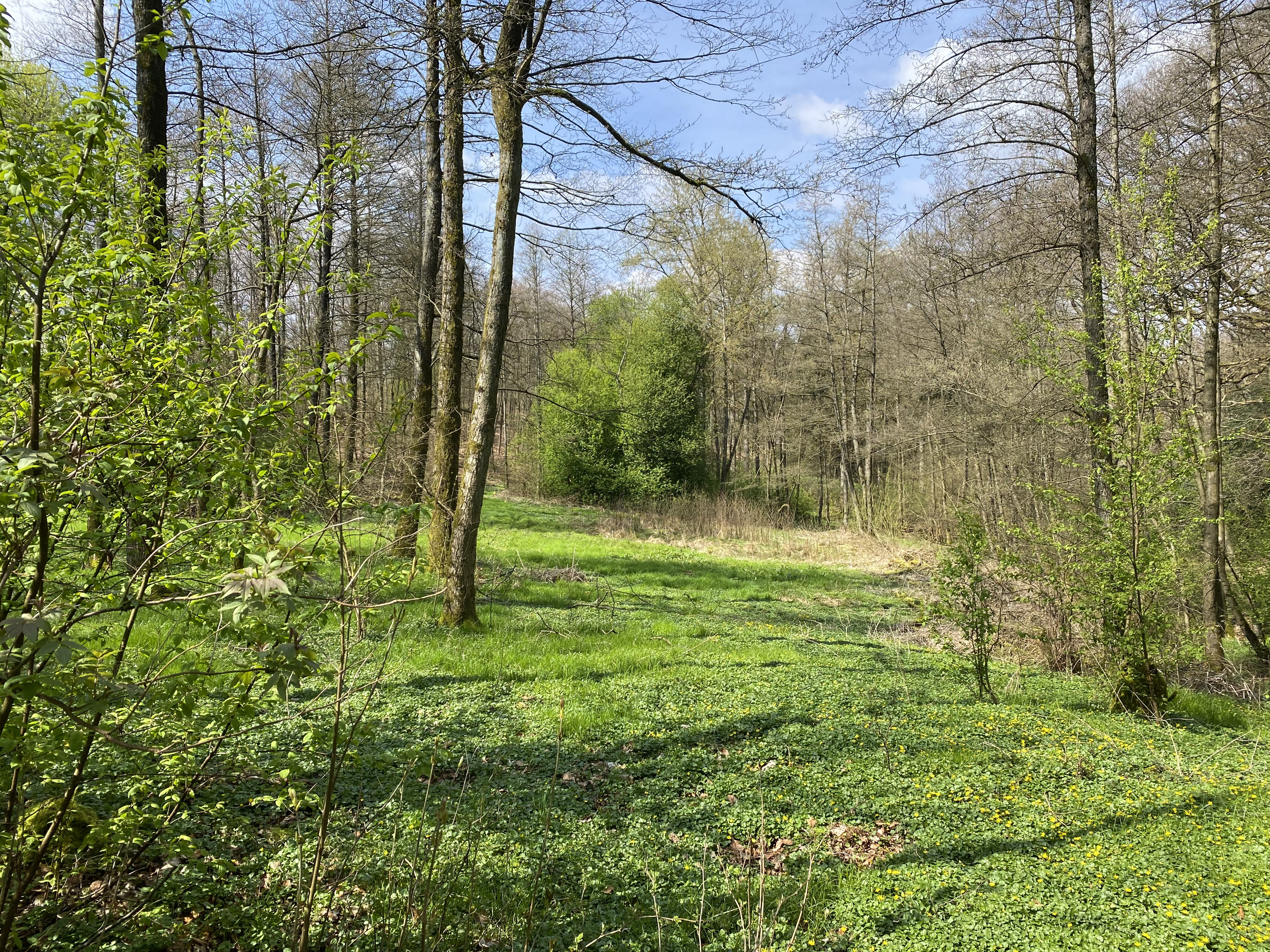
Feuchtwiese am Oberlauf
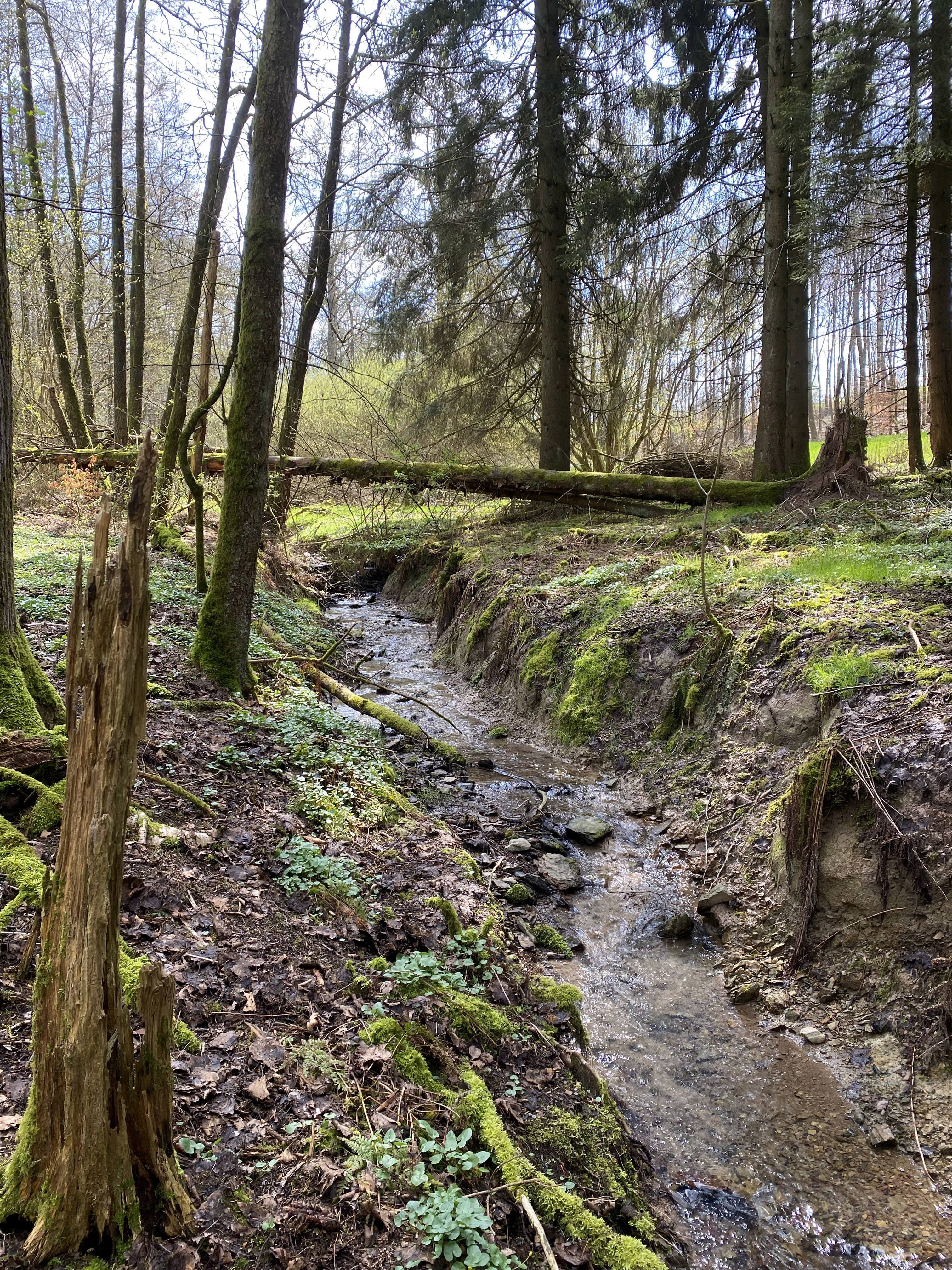
Töckelhausener Bachtal
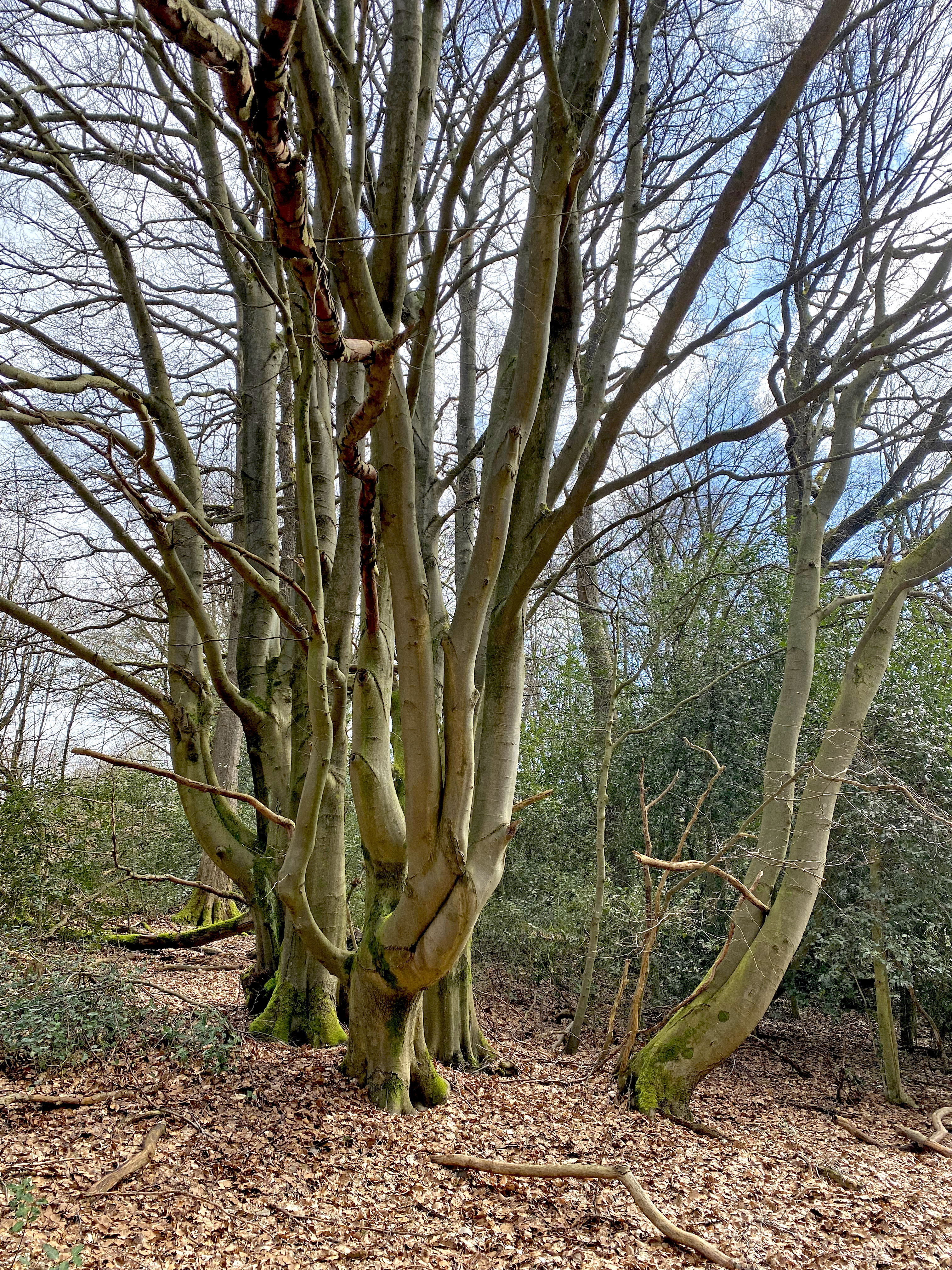
Hainbuchen-Altbestand am Bach
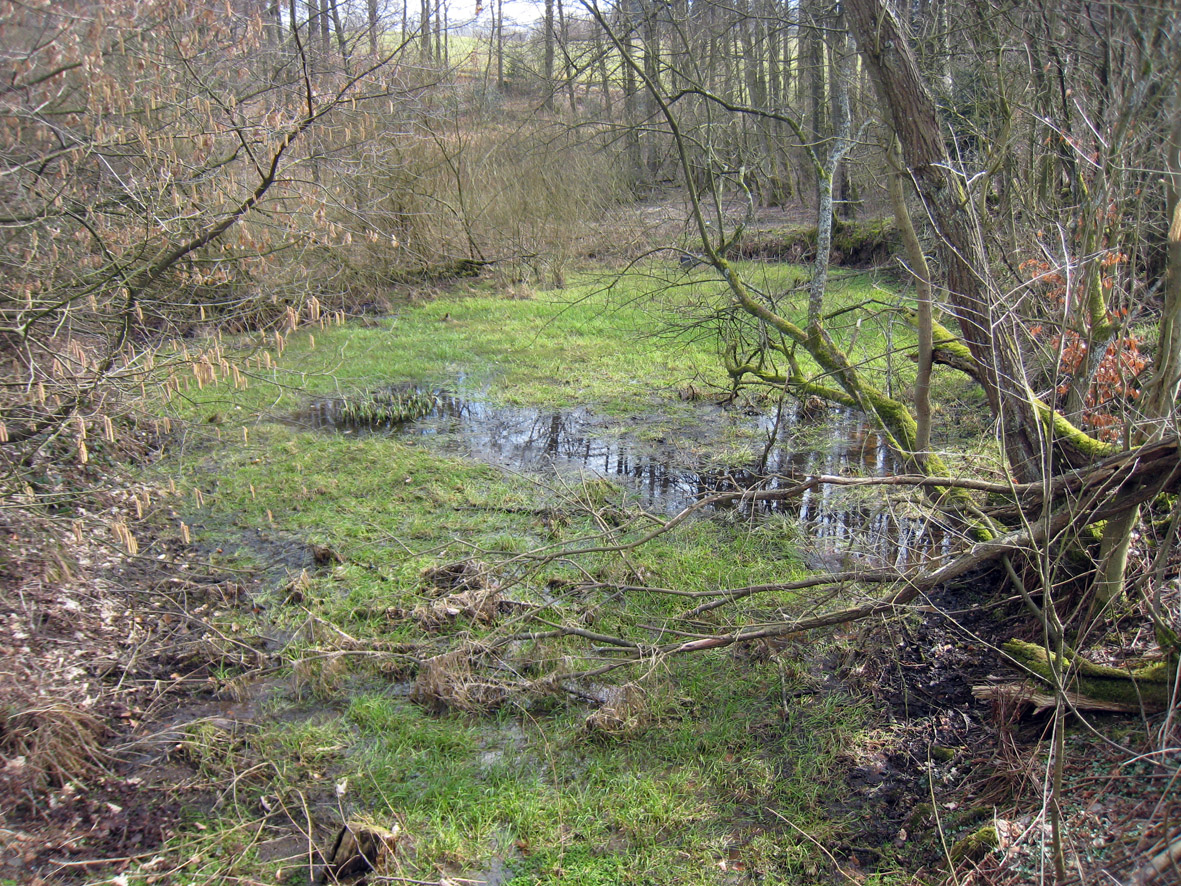
Teich in Töckelhausen
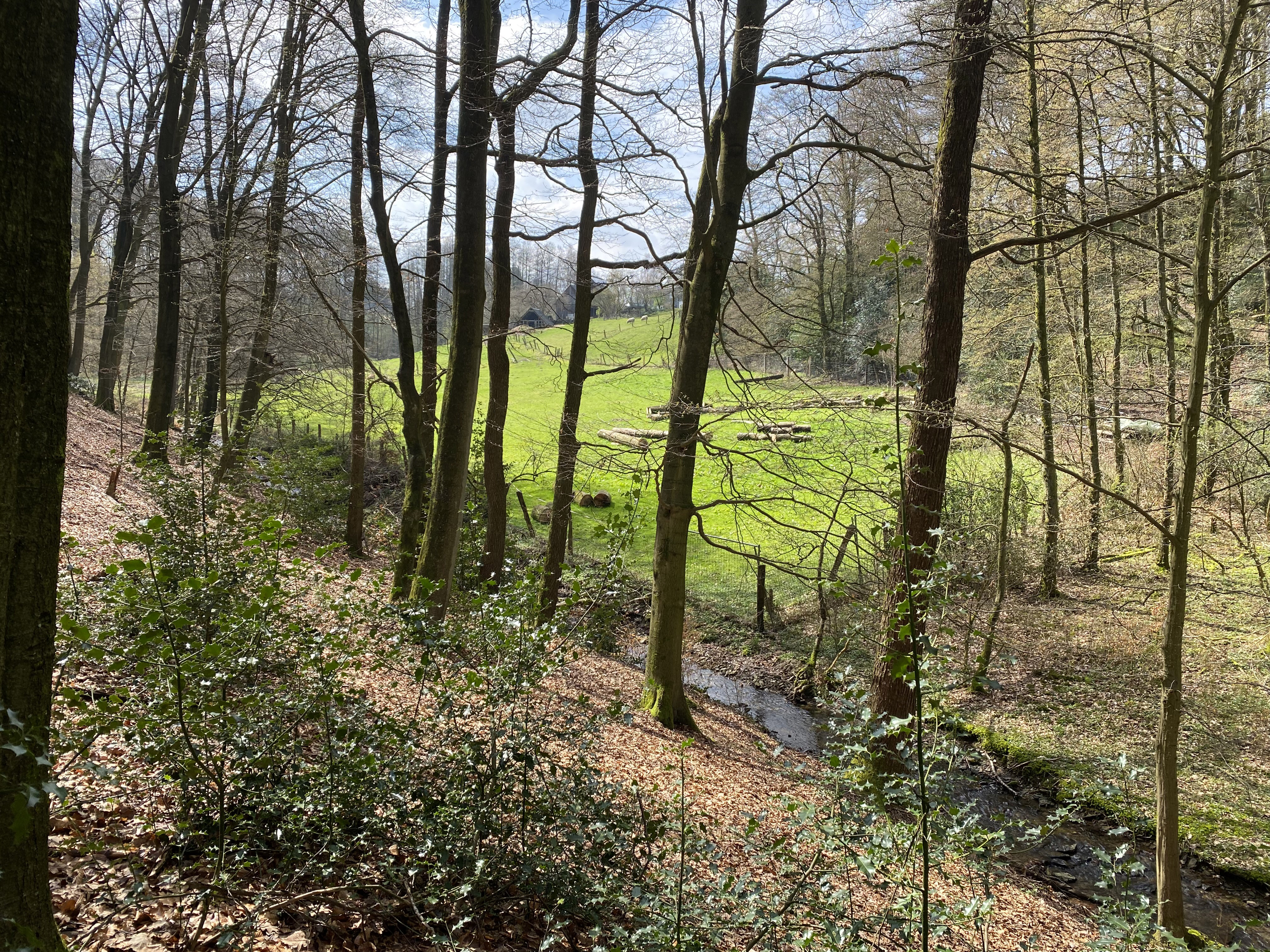
Bachtal unterhalb Töckelhausen
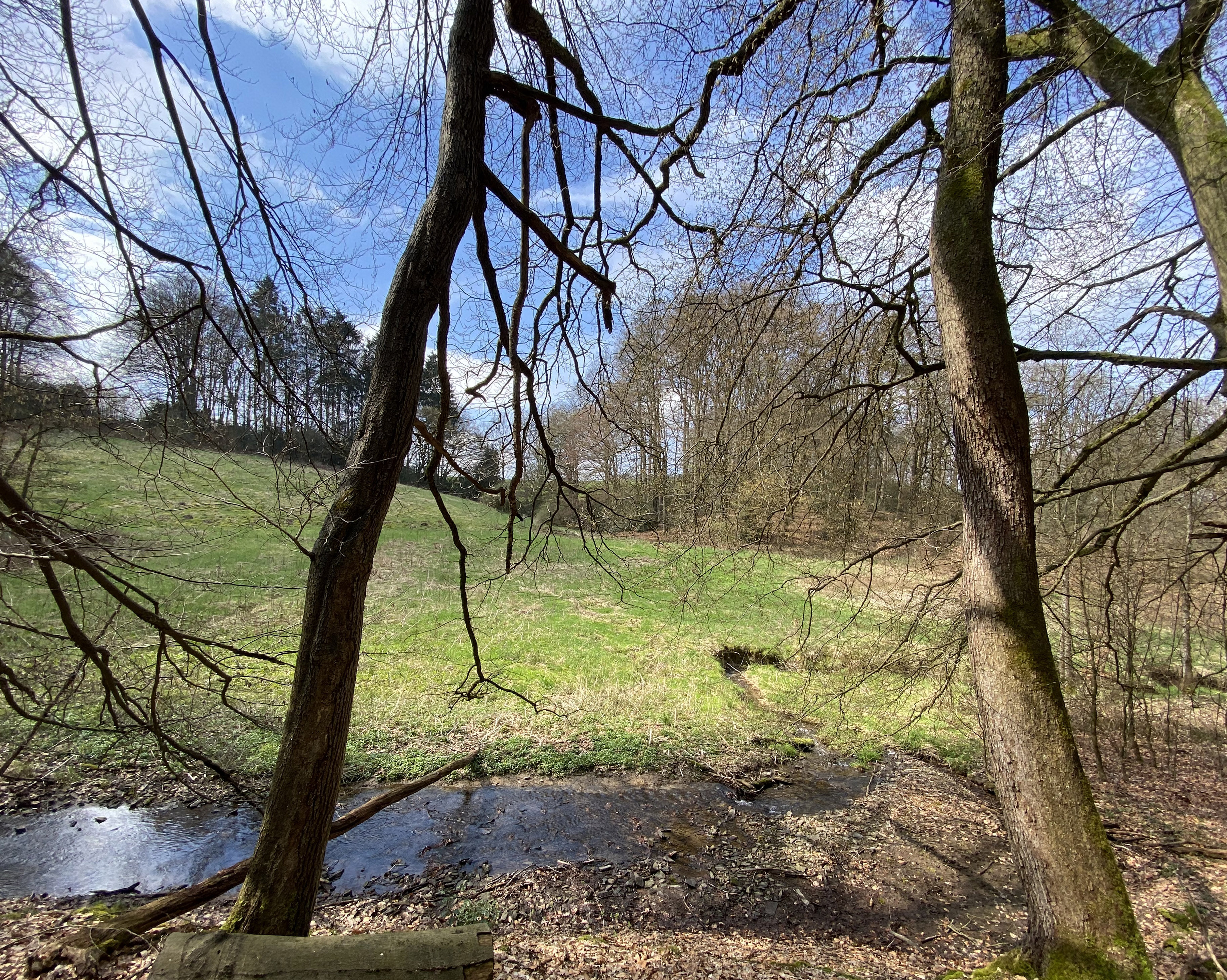
Vielfältige Lebensräume am Bachtal
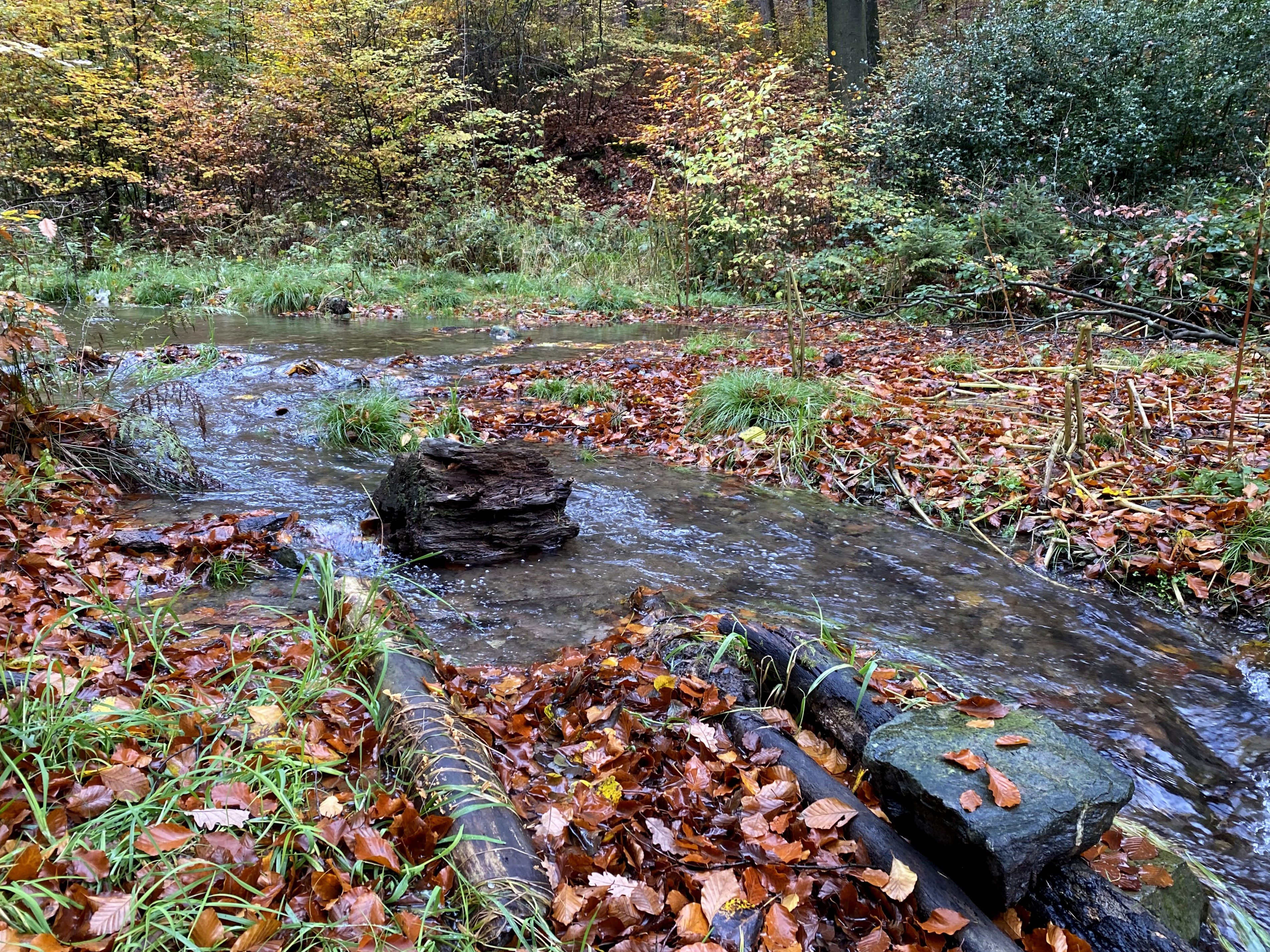
Bachbett mit Seggen, Steinen und Totholz
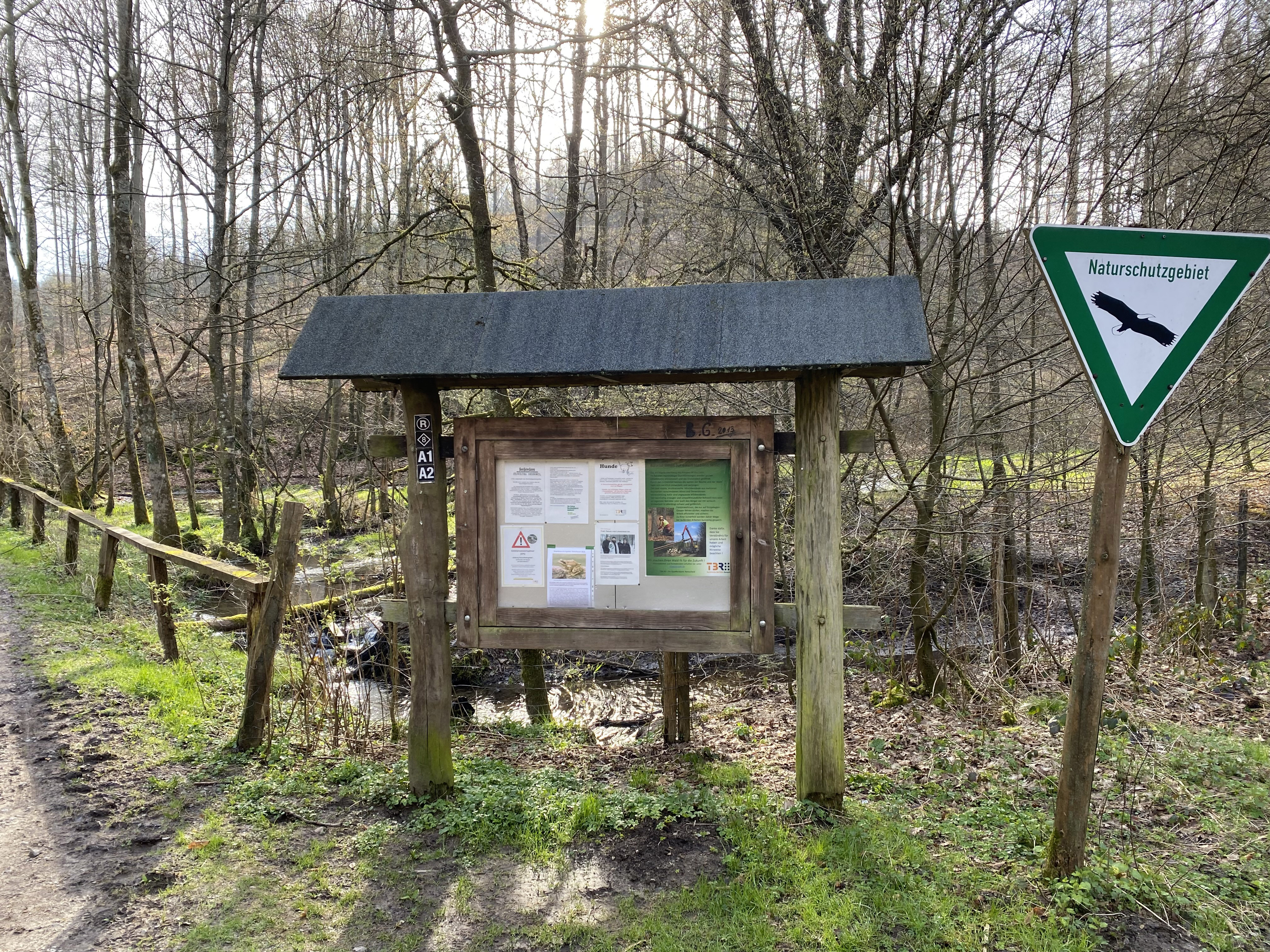
Info-Tafel am Amphibienlaichgebiet im Eschbachtal
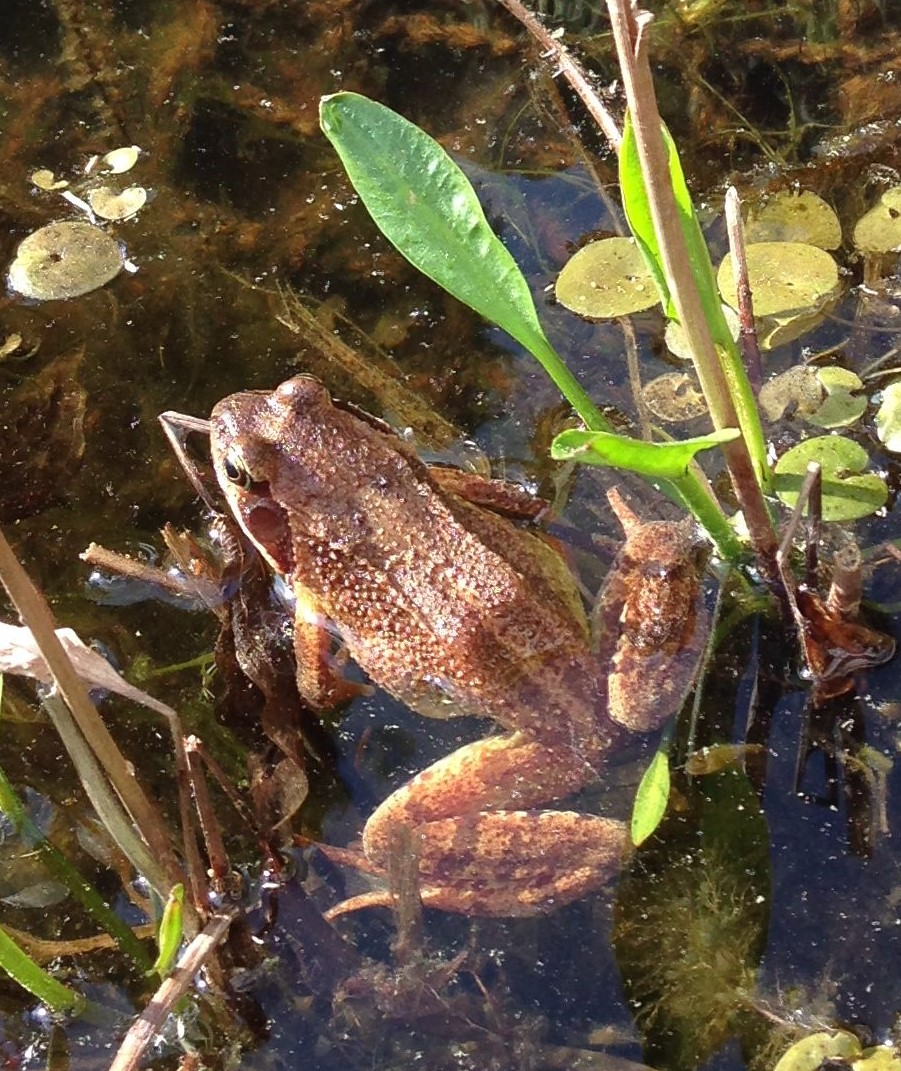
Grasfrosch (Rana temporaria)
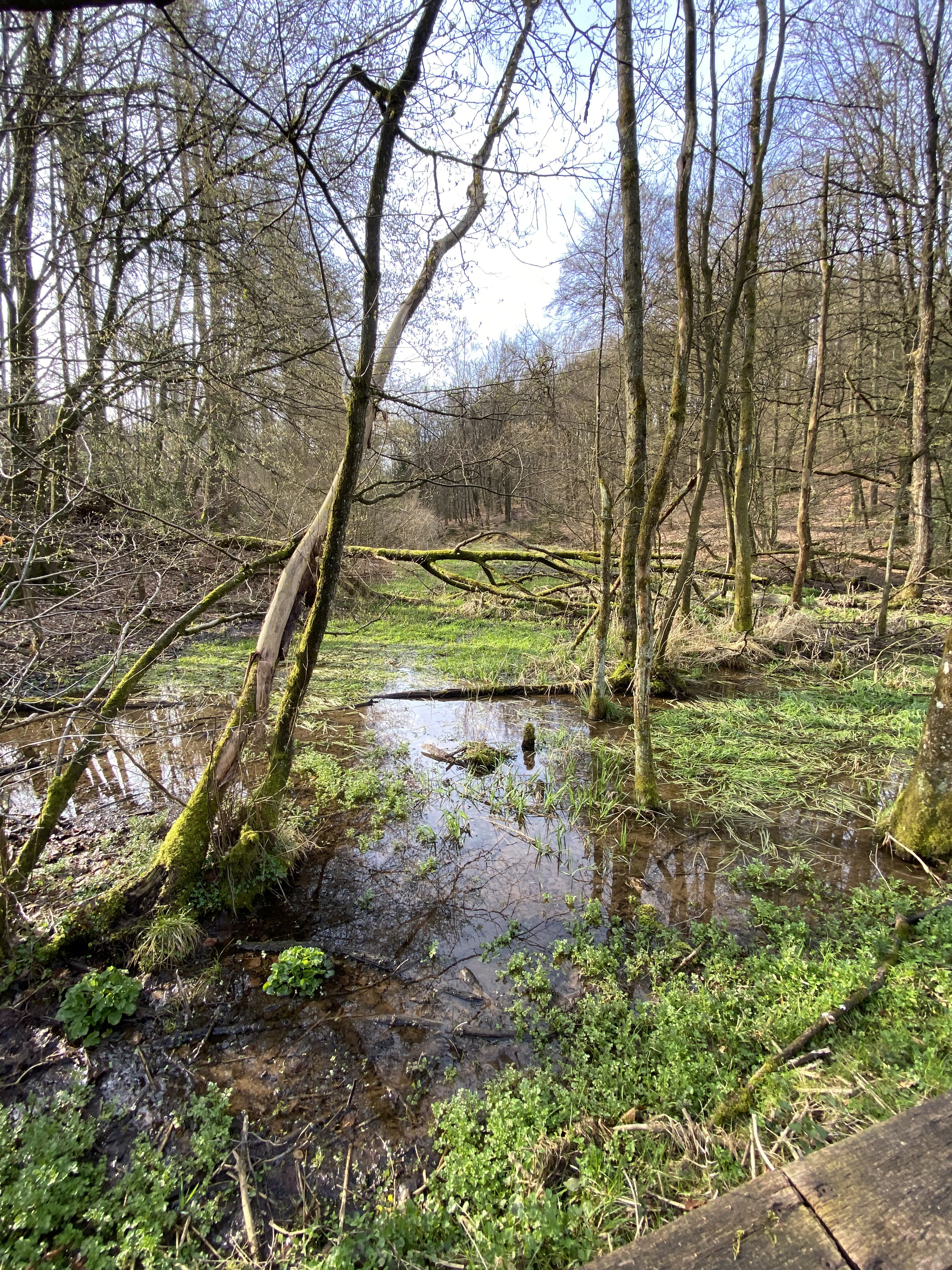
Amphibienlaichgebiet im Eschbachtal
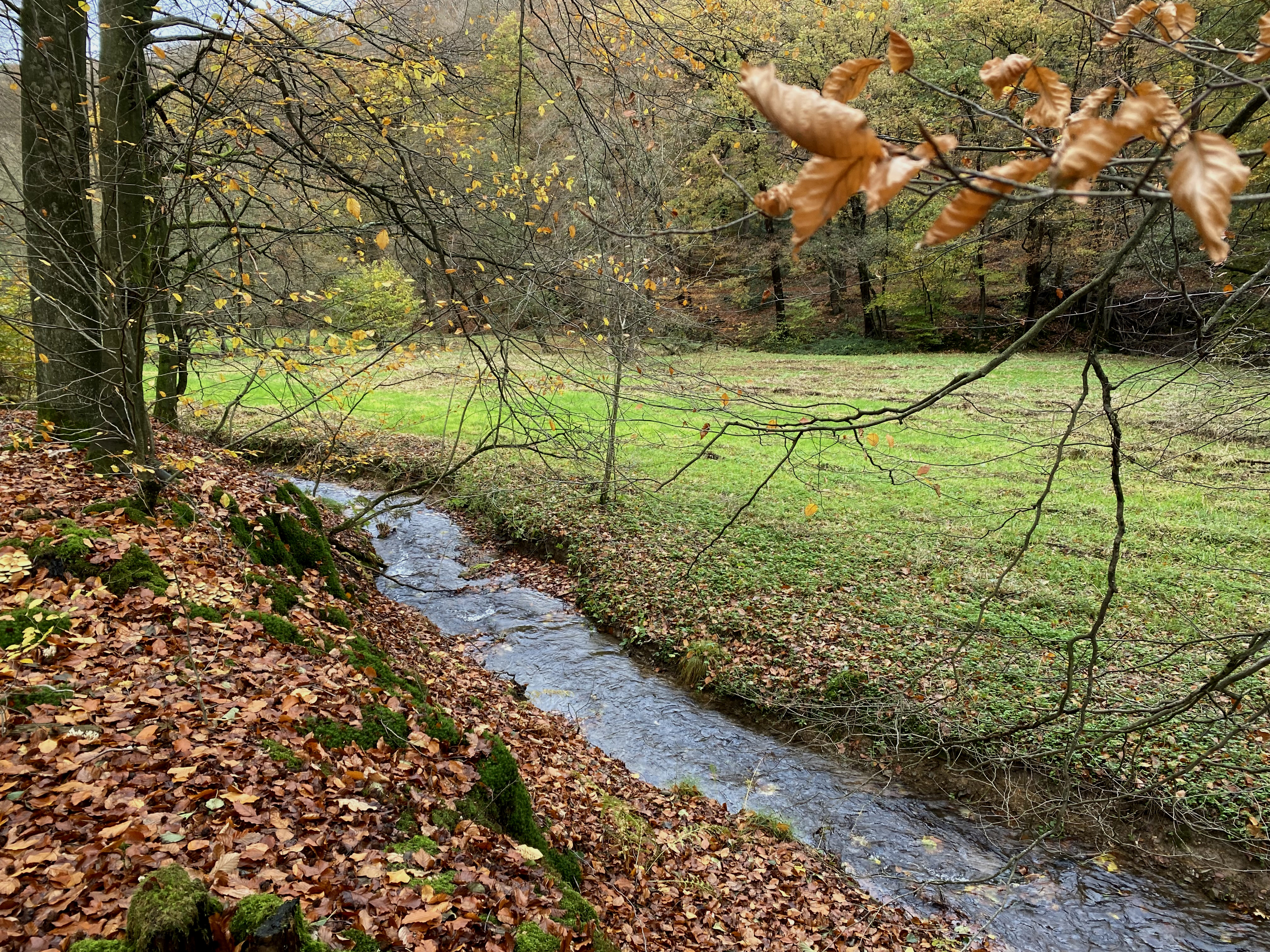
Töckelhauser Bach im Eschbachtal
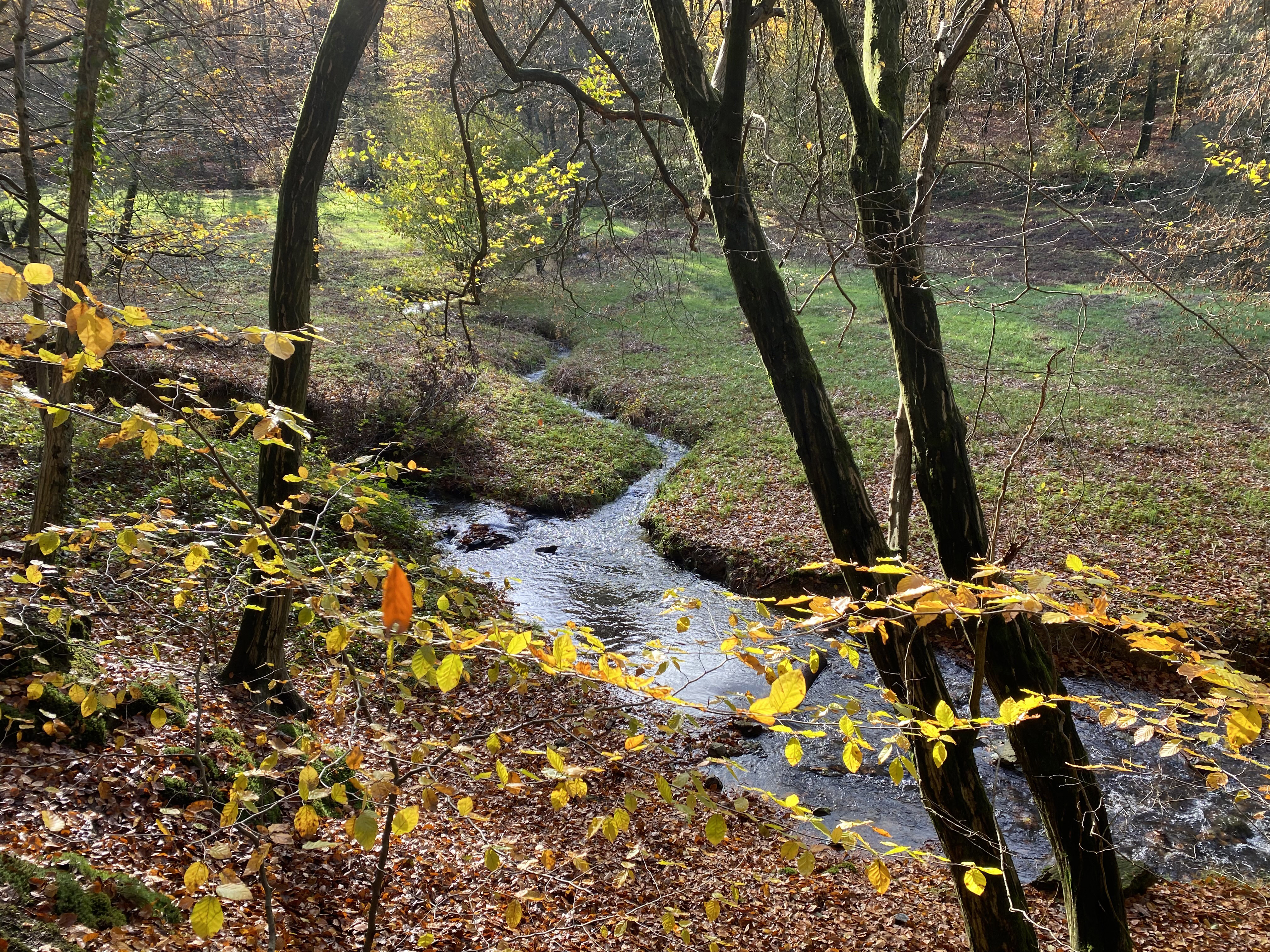
Mündung des Töckelhauser Baches in den Eschbach